# Stargate Universe
Stargate Universe är en science fiction TV-serie från 2009-2011, och den tredje serien i Stargate-franchisen. På hösten 2008 meddelades att serien skulle komma och pilotavsnittet sändes den 2 oktober 2009 på Syfy. Brad Wright och Robert C. Cooper var exekutiva producenter och manusförfattare till tv-serien.
Stargate Universe följer ett team från jorden och deras äventyr, då de finner ett av De Gamlas rymdskepp vid namn Destiny och måste klara sig själva ombord på skeppet som färdas genom utkanterna av universum, då de inte kan återvända till jorden. Serien låg i linje med tidigare etablerad Stargate-mytologi och utspelade sig i nutid.

## Koncept och handling
Stargate Universe fortsatte i grundseriens Stargates anda med stjärnportar och annan oerhört avancerad teknologi skapad av en utdöd art som en gång levde på jorden, men öppnade en ny berättelseram, eller delvis nytt multiversum, och en separat röd tråd i berättelsen. Den var enligt producenten Robert C. Cooper en självbärande serie – till skillnad från Stargate Atlantis, som var en ren avknoppning på den första serien Stargate SG-1, som är den grundserie som bygger upp och definierar Stargates multiversum. Stargate Atlantis-producenten Joseph Mallozzi sade att Universe riktar in sig på att förnöja gamla fans, men också på att dra till sig nykomlingar som inte är så insatta i Stargates universum och koncept. Malozzi beskrev Universe som ett utvecklat och fristående tillägg till grundserien, som ärad att utveckla och stå ut ur den ursprungliga serien på ett helt nytt sätt. Den nya serien var mer följetongsbaserad än sina föregångare, med upplösningar på avsnitts dramatik i början av nästföljande episod.
Likt de två första serierna i franchisen, ägde Stargate Universe rum under nutid, och inte i en avlägsen framtid. Handlingen koncentrerades kring händelserna på ett skepp som varit en del av De Gamlas experiment för flera miljoner år sedan, med syfte att förse galaxer med stjärnportar. De Gamla övergav projektet då de genomgick "upphöjning". Handlingen i Universe följde ett team av strandsatta militärer och forskare från en av jordens kolonier som plötsligt befann sig på skeppet Destiny tvungna att klara sig ombord själva på en resa till utkanterna av universum. Konceptet med två motsatta grupperingar människor som måste samsas och samarbeta för att ta hem rymdskeppet till en jord miljarder ljusår bort är inte nytt. Det användes även i Star Trek: Voyager, men i övrigt finns inte många likheter mellan serierna. Stargate Universe förklarar även vad stjärnportars nionde och sista symbol har för syfte. Stargate Universe innehåller mer rymdaction än både "SG-1" och "Atlantis".

## Produktion
Manuset till pilotavsnittet var från början planerad att skrivas av Stargate producenterna Brad Wright och Robert C. Cooper under sommaren 2007, vilket skulle göra en premiär under år 2008 möjlig. Serien fick därefter benämningen "en dyr serie" när den lades fram till SCI FI Channel under sista kvartalet 2007, och enligt Wright, "the pitch was received very well". Men, projektet lades åt sidan till följd av det pågående arbetet på Stargate Atlantis och Stargate: Continuum, samt manusförfattarstrejken. Seriens förestående produktion meddelades i augusti 2008, kort efter att Stargate Atlantis nedläggning efter dess femte säsong offentliggjorts, för att få premiär under 2009.
MGM delfinansierade projektet.
Joseph Mallozzi förklarade att den nya serien skulle komma att ha lägre löner och licensersättningar än en sjätte säsong av Atlantis skulle ha haft. Den projekterade filmen som startar Stargate Universe hade premiär den 2 oktober 2009. Serien filmades vid både The Bridge Studios och utomhus i och omkring Vancouver i British Columbia, Kanada. Brad Wright skickade serien och dess första fem avsnitt till Stargate Atlantis-producenterna i mitten av september 2008. Carl Binder, Martin Gero, Alan McCullough, Paul Mullie och Joseph Mallozzi började spåna på idéer till första säsongen i mitten av november 2008.

## Nedläggningen
Stargate Universe lades ner efter den andra säsongens slut på våren 2011, då tv-kanalen Syfy beslutade att inte finansiera en tredje säsong, något som meddelades 16 december 2010. Beslutet om nedläggning sammanföll tidsmässigt med nedläggningen av Caprica, en annan serie på samma kanal som inte heller motsvarade förväntningarna.

## Rollfigurer

### Huvudroller
- Robert Carlyle som Nicholas Rush[12] – Skeppets briljante machiavellistiske forskare"[13] som Mallozzi först nämnde i sin blogg i mitten av november 2008 som Dr. David Rush.[10] Rush är den enda rollen som inte inkluderades i den första rollbesättningsprocessen,[14] men Brad Wright bekräftade tidigt i januari 2009 att Carlyle är en av serien reguljära roller (istället för en återkommande roll).[15] Mallozzi korrigerade rapporterna om rollbesättningen i mitten av december 2008[16] till att Rush "is not the leader of the unplanned expedition. That honor falls to Colonel Everett Young. For now. But things could have a way of changing on board a ship manned by a disparate group with very different agendas...".[13]
- Justin Louis som Everett Young[12] – beskrivs som "40-årig stilig och kapabel före detta SG team ledare" som "liknar Jack O'Neill för tio år sedan". Vid början av Stargate Universe, har han varit gift i två år med hustrun Hailey och är temporärt ledare över en hemlig bas. Förlusten av två teamkamrater för flera år sedan, har lärt honom att inte ta någonting för givet, och att alltid vara förberedd. Han håller hårt i sitt team så att de överlever.[14]
- Alaina Huffman som Tamara Johansen[17] – en sjukvårdsman, cirka 20-25 år gammal, med utomvärldsliga erfarenheter. Hon har en blygsam bakgrund, men är "vacker, tuff, smart och kapabel." I början är hon överväldigad av den saknade medicinska kunskapen, erfarenheten, medicinen och tillgångar på skeppet.[14]
- Elyse Levesque som Chloe Armstrong[17] – en i tjugoårsåldern, "slående och sexig" dotter till en amerikansk senator, en person som testas "efter hennes fars tragiska död och de händelser att vara fast på ett rymdskepp".[14]
- David Blue som Eli Wallace[12] – en tjugoårig, "totalt slapp" och ett "fullkomligt geni" inom matematik, datorer och andra områden. Han är en socialt utstött person och saknar förtroende för sin intelligens. Rollens karaktärsdrag jämförs med Matt Damons rollfigur i filmen Good Will Hunting blandat med lite Jack Black.[14]
- Brian J. Smith som Matthew Scott[12] – en cirka 20-årig kompetent och vältränad junior medlem i SGC som mentalt är oförberedd för situationens angelägenhet ombord på skeppet.[14]
- Jamil Walker Smith som Ronald Greer[12] – en 20-årig "stor, stark och tystlåten" marinsoldat med ett mystiskt förflutet som saknar kontroll över sitt temperament i icke-stridande situationer. Karaktärsdragen jämförs med Eric Banas roll "Hoot" i filmen Black Hawk Down.[14]
- Ming-Na som Camile Wray
- Lou Diamond Philips som David Telford

Joseph Mallozzi har även nämnt rollerna Scott och Brody.